# 阿利·门德斯
阿利·门德斯·佩雷斯（西班牙語：Arley Méndez Perez，1993年12月31日—），智利男子举重运动员，2017年世界锦标赛男子85公斤级金牌得主、2018年泛美锦标赛男子85公斤级金牌得主、2019年泛美锦标赛男子89公斤级金牌得主、2024年泛美锦标赛男子89公斤级银牌得主。